# Operación Ceinture
La operación Ceinture fue una operación militar francesa durante la guerra de Indochina. En ella las tropas francesas intentaron aplastar a las guerrillas del Viet Minh entre el 20 de noviembre y el 22 de diciembre de 1947 en una zona al noroeste de Hanói.

## Preludio
Como parte de la operación Léa, las tropas coloniales intentaron destruir la organización del Viet Minh en su zona de retirada en Viet Bac. La operación fracasó en conseguir este objetivo y la mayoría de los guerrilleros pudieron evitar los intentos franceses de entablar combate con ellos. Como consecuencia, el alto mando francés al mando de Jean-Étienne Valluy ordenó una operación similar de acordonamiento y peinado al noroeste de Hanói. La operación se iba a centrar en una zona montañosa cerca de Hanói, donde la minoría étnica tailandesa estaba fuertemente representada. La zona de operaciones se extendió para ello desde Hanói pasando por Thái Nguyên hasta Tuyen Qang.

## Curso y consecuencias
En el bando francés, se desplegaron 18 batallones, incluido vehículos de desembarco anfibio y paracaidistas. Las fuerzas francesas descubrieron durante la ejecución de la operación muchos depósitos de la guerrilla. Las autoridades francesas afirmaron haber matado unos 9.500 combatientes durante esta operación y la operación Léa, aunque no se puede determinar la parte de civiles que fueron falsamente matados. La mayoría del Viet Minh también pudo evadir el control de la potencia colonial durante la operación Ceinture. Después de que los franceses retirasen sus fuerzas principales de la zona, dejando atrás una cadena suelta de bases, el Viet Minh pudo volver a ocupar sus posiciones en unas semanas.